# タウリンジオキシゲナーゼ
タウリンジオキシゲナーゼ（taurine dioxygenase）は、タウリンおよびヒポタウリン代謝酵素の一つで、次の化学反応を触媒する酸化還元酵素である。
タウリン + 2-オキソグルタル酸 + O2 {\displaystyle \rightleftharpoons } 亜硫酸 + アミノアセトアルデヒド + コハク酸 + CO2
反応式の通り、この酵素の基質はタウリンと2-オキソグルタル酸とO2、生成物は亜硫酸とアミノアセトアルデヒドとコハク酸とCO2である。補因子として鉄とアスコルビン酸とFe2+を用いる。
組織名はtaurine, 2-oxoglutarate:O2 oxidoreductase (sulfite-forming)で、別名に2-aminoethanesulfonate dioxygenase、α-ketoglutarate-dependent taurine dioxygenaseがある。